# Jean Phillipe (commissaire)
Pour les articles homonymes, voir Jean Philippe et Philippe.
Jean Phillipe, né le 14 novembre 1905 à Lyon et mort le 1er avril 1944 à Karlsruhe, est un commissaire de police français, membre de la Résistance.

## Premières années
Jean Phillipe est le fils de Jean Marius Philippe, musicien, et Louise Marie Cornut, lingère.
Il est d'abord représentant de commerce. De novembre 1925 à avril 1927, il part à Bizerte pour son service militaire dans le 8e régiment de tirailleurs. En 1929, il s'engage dans les troupes coloniales  et part pour l'Indochine au service du 2e Bureau. En 1933, il est affecté dans un régiment de tirailleurs sénégalais à Toulon. En octobre 1934, il est ensuite affecté à Casablanca dans un rôle administratif. Il s'y marie le 19 août 1936 avec Jeanne Bouillane et adopte une petite fille. Il quitte l'armée française avec le grade de sous-lieutenant, et devient commissaire de police en 1937. Il est posté au Creusot en 1939.
Sa mobilisation à la suite de l'entrée en guerre de la France contre le Troisième Reich se tient le 30 août 1940. Prisonnier en juin 1941, il devient lieutenant après s’être échappé. Il est à un poste de commissaire de police à Lourdes à l'automne 1940, puis il est nommé commissaire du 7e arrondissement de Toulouse, demeurant en janvier 1943 au 22 rue Leyde (devenue la rue du Commissaire-Philippe en 1947).

## Commissaire de police dans la Résistance

### Entrée dans la Résistance
Dès 1940, Phillipe adhère à la Résistance, intégrant notamment le réseau belge Sabot. À l'été 1942, il s'engage sous l'alias de « Basset » dans le réseau de renseignement Alliance ; il est d'abord le chef de la « patrouille » de Toulouse, puis de la région Sud-Ouest après novembre 1942, participant notamment au sauvetage de plusieurs juifs. En janvier 1943, après l'occupation par les allemands de la zone libre, il est sollicité par les autorités de Vichy afin d'établir la liste des juifs de l'arrondissement dont il a la charge ; ne voulant pas obéir à un tel ordre, il démissionne de son poste et rentre dans la clandestinité.

### Lettre de démission
Phillipe explique sa grave décision dans un courrier qu'il adresse le 15 janvier 1943 à son supérieur hiérarchique, le commissaire central de Toulouse. Cette lettre, courageuse et lucide, peut être considérée comme un des grands textes de la Résistance. Elle est conservée aux archives départementales de la Haute-Garonne.

« J'ai le regret de vous rendre compte de ce que la politique actuellement suivie par notre gouvernement n'étant pas conforme à mon idéal, je ne saurais désormais servir avec fidélité. Je refuse - et sous mon entière responsabilité - de persécuter des israélites qui, à mon avis, ont droit au bonheur et à la vie, aussi bien que M. Laval lui-même. Je refuse d'arracher, par la force, des ouvriers français à leur famille : j'estime qu'il ne nous appartient pas de déporter nos compatriotes et que tout Français qui se rend complice de cette infamie, se nommerait-il Philippe Pétain, agit en traître. Je connais l'exacte signification des mots que j'emploie. En conséquence, Monsieur le Commissaire Central, j'ai l'honneur de vous informer de ce que, par le même courrier, ma démission est transmise à Monsieur l'Intendant Régional de Police. Permettez-moi de vous exprimer ma gratitude pour l'extrême bienveillance dont vous fîtes toujours preuve à mon égard et veuillez agréer l'expression de mon respectueux dévouement. Signé : Philippe, ex-commissaire du 7e arrondissement. »

### Arrestation et mort
Philippe informe de sa décision son chef de réseau, Marie-Madeleine Fourcade, alias « Hérisson » ; il a l'intention de poursuivre son action dans la Résistance en continuant à animer ses agents dans la clandestinité.
Dès le 15 janvier 1943, l'Intendant de Police André Danglade fait diffuser un avis de recherche prescrivant l'arrestation de Phillipe, mais c'est la Gestapo qui, le 28 ou le 29 janvier 1943, à la suite de l'imprudence d'un agent de liaison, procède à sa capture à Beaumont-de-Lomagne. Phillipe est conduit à Paris et torturé, puis transféré à Compiègne et à Fribourg où la Cour martiale du Reich le condamne à mort. Il est fusillé le 1er avril 1944 à Karlsruhe, avec quatorze autres membres du réseau Alliance. Il s'est dirigé vers le peloton d'exécution arborant sur sa veste un tissu rouge à l'emplacement du cœur et en chantant la Marseillaise.
Sa femme, Jeanne Bouillane, qui l'assiste dans ses activités de résistant, est également arrêtée. Elle est déportée en Allemagne mais survit.

## Postérité
Le compte-rendu de l'affaire, rédigé par le préfet régional, Léopold Chéneaux de Leyritz, confirme l'engagement de Phillipe dans un réseau de la Résistance impliquant également d'autres policiers.
À titre posthume, le commissaire Phillipe est promu capitaine, décoré de la Légion d'honneur et de la Médaille de la Résistance (décret du 15/06/1946 et JO du 11/07/1946).
En 1981, Yad Vashem lui décerne le titre de « Juste parmi les nations ».
La 9e promotion de commissaires de police (1957/1958) porte son nom, ainsi qu'une rue à Toulouse.

## Décorations
- Chevalier de la Légion d'honneur
- Médaille de la Résistance française